# Ivan Aksakov

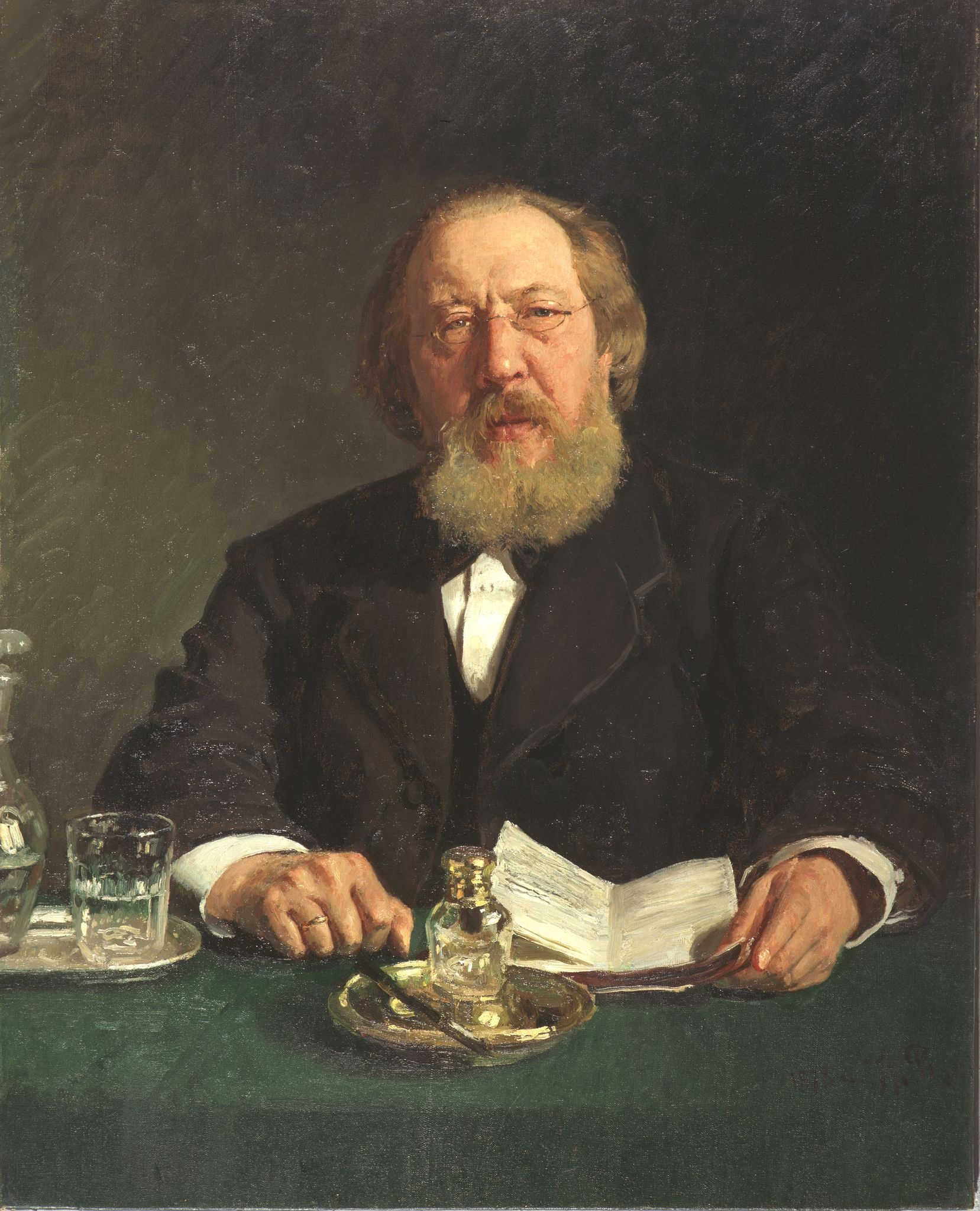
Portret door Ilja Repin.

Ivan Sergejevitsj Aksakov (Russisch: Иван Сергеевич Аксаков) (Nadeschdino, tegenwoordig Basjkirostan, 8 oktober 1823 – Moskou, 8 februari 1886) was een Russisch schrijver en journalist. Hij was de zoon van Sergej Aksakov en de broer van Konstantin Aksakov.

## Leven en werk
Ivan Aksakov studeerde rechten in Sint-Petersburg en was van 1842 tot 1852 ambtenaar. Daarna sloot hij zich actief aan bij de slavofielen van zijn broer Konstantin en Aleksej Chomjakov, en werd journalist en publicist. Zijn kritische houding, die hem als ambtenaar al de nodige moeilijkheden had bezorgd, bracht hem echter voortdurend in conflict met de censuur. De door hem uitgegeven krant ‘Paroes’ (‘Het zeil’) werd al na drie nummers verboden. In de jaren zestig werkte Aksakov voor diverse vooraanstaande tijdschriften, waarin hij zich behalve voor de slavofilie steeds nadrukkelijker ook uitsprak voor het panslavisme.
Als schrijver is Ivan Aksakov vooral bekend gebleven als biograaf van zijn schoonvader Fjodor Tjoettsjev. Hij schreef daarnaast ook gedichten, conventioneel van stijl, doortrokken van sociaal pathos en liefde voor het volk. Aleksandr Herzen nam in 1861 enkele van zijn verzen op in een beroemd geworden bloemlezing van toentertijd in Rusland verboden dichters.